# Perros callejeros
Pour plus de détails, voir Fiche technique et Distribution.
Perros callejeros (traduisible en français par « Chiens errants ») est un film espagnol réalisé par José Antonio de la Loma sorti dans les salles en 1977. Le principal protagoniste est Ángel Fernández Franco, alias El Torete. Il s'agit de la première partie de la trilogie sur El Torete réalisée par De la Loma. Les deux autres parties ont pour titre Perros callejeros II (1979) et Los últimos golpes de «El Torete» (1980).
Perros callejeros est le film fondateur d'un nouveau genre cinématographique : le cinéma quinqui.

## Synopsis
Dans une banlieue défavorisée de Barcelone, El Torete et ses amis forment une bande de petits délinquants dont l'âge moyen est de quinze ans.

## Fiche technique
- Réalisation : José Antonio de la Loma
- Scénario : José Antonio de la Loma
- Date de sortie : 1977

## Distribution
Sauf indication contraire, les informations mentionnées dans cette section peuvent être confirmées par la base de données cinématographiques IMDb,  présente dans la section « Liens externes ».
- Ángel Fernández Franco : El Torete
- Víctor Petit : Manolo
- Frank Braña : El Esquinao
- Xabier Elorriaga : Padre Ignacio
- Marta Flores : parente d'Isabel
- Carlos Tristán : vétérinaire
- Juan Patiño : inspecteur Soto
- Rebeca Romer : Casilda
- Carlos Lucena : commissaire
- Linda Lay : victime d'agression sexuelle
- Eva Lyberten : Ceci
- Ana Rottier
- Juan Torres : fonctionnaire de la maison de correction
- Juan Subatella : Mariano
- Javier de la Cima : homme volé
- Antonio Díaz del Castillo : chef de la police municipale
- Carlos Ibarzábal : concierge de la maison de correction
- Florencio Calpe : Juez
- José María Cases